# Pop Secret Microwave Popcorn 400
De Pop Secret Microwave Popcorn 400 was een race uit de NASCAR Winston Cup die jaarlijks gehouden werd tussen 1965 en 2003 op de North Carolina Speedway. De race werd vanaf 1995 gereden over een afstand van 400 mijl of 644 km. Richard Petty en Cale Yarborough wonnen de race elk vier keer en zijn daarmee gezamenlijk recordhouder. De laatste race in 2003 werd gewonnen door Bill Elliott.  Op hetzelfde circuit werd eveneens de Subway 400 gereden.

## Namen van de race
- American 500 (1965 - 1984)
- Nationwise 500 (1985 - 1986)
- AC Delco 500 (1987 - 1994)
- AC Delco 400 (1995 - 1998)
- Pop Secret Microwave Popcorn 400 (1999 - 2003)

## Winnaars
| Jaar                             | Winnaar          | Auto         |
| American 500                     | American 500     | American 500 |
| -------------------------------- | ---------------- | ------------ |
| 1965                             | Curtis Turner    | Ford         |
| 1966                             | Fred Lorenzen    | Ford         |
| 1967                             | Bobby Allison    | Ford         |
| 1968                             | Richard Petty    | Plymouth     |
| 1969                             | LeeRoy Yarbrough | Ford         |
| 1970                             | Cale Yarborough  | Mercury      |
| 1971                             | Richard Petty    | Plymouth     |
| 1972                             | Bobby Allison    | Chevrolet    |
| 1973                             | David Pearson    | Mercury      |
| 1974                             | David Pearson    | Mercury      |
| 1975                             | Cale Yarborough  | Chevrolet    |
| 1976                             | Richard Petty    | Dodge        |
| 1977                             | Donnie Allison   | Chevrolet    |
| 1978                             | Cale Yarborough  | Oldsmobile   |
| 1979                             | Richard Petty    | Chevrolet    |
| 1980                             | Cale Yarborough  | Chevrolet    |
| 1981                             | Darrell Waltrip  | Buick        |
| 1982                             | Darrell Waltrip  | Buick        |
| 1983                             | Terry Labonte    | Chevrolet    |
| 1984                             | Bill Elliott     | Ford         |
| Nationwise 500                   |                  |              |
| 1985                             | Darrell Waltrip  | Chevrolet    |
| 1986                             | Neil Bonnett     | Chevrolet    |
| AC Delco 500                     |                  |              |
| 1987                             | Bill Elliott     | Ford         |
| 1988                             | Rusty Wallace    | Pontiac      |
| 1989                             | Mark Martin      | Ford         |
| 1990                             | Alan Kulwicki    | Ford         |
| 1991                             | Davey Allison    | Ford         |
| 1992                             | Kyle Petty       | Pontiac      |
| 1993                             | Rusty Wallace    | Pontiac      |
| 1994                             | Dale Earnhardt   | Chevrolet    |
| AC Delco 400                     |                  |              |
| 1995                             | Ward Burton      | Pontiac      |
| 1996                             | Ricky Rudd       | Ford         |
| 1997                             | Bobby Hamilton   | Pontiac      |
| 1998                             | Jeff Gordon      | Chevrolet    |
| Pop Secret Microwave Popcorn 400 |                  |              |
| 1999                             | Jeff Burton      | Ford         |
| 2000                             | Dale Jarrett     | Ford         |
| 2001                             | Joe Nemechek     | Chevrolet    |
| 2002                             | Johnny Benson    | Pontiac      |
| 2003                             | Bill Elliott     | Dodge        |

Huidige races:
Can-Am Duel ·
Daytona 500 ·
Subway Fresh Fit 500 ·
Kobalt Tools 400 ·
Food City 500 ·
Auto Club 400 ·
STP Gas Booster 500 ·
NRA 500 ·
Aaron's 499 ·
Toyota Owners 400 ·
Bojangles' Southern 500 ·
FedEx 400 ·
Coca-Cola 600 ·
STP 400 ·
Pocono 400 ·
Quicken Loans 400 ·
Toyota/Save Mart 350 ·
Coke Zero 400 ·
Quaker State 400 ·
Camping World RV Sales 301 ·
Brickyard 400 ·
Gobowling.com 400 ·
Cheez-It 355 at The Glen ·
Pure Michigan 400 ·
Irwin Tools Night Race ·
AdvoCare 500 (Atlanta Motor Speedway) ·
Federated Auto Parts 400 ·
Geico 400 ·
Sylvania 300 ·
AAA 400 ·
Hollywood Casino 400 ·
Bank of America 500 ·
Camping World RV Sales 500 ·
Goody's Headache Relief Shot 500 ·
AAA Texas 500 ·
AdvoCare 500 (Phoenix International Raceway) ·
Ford EcoBoost 400

Voormalige races:

Buddy Shuman 276 ·
Budweiser 400 ·
Budweiser NASCAR 400 ·
Columbia 200 ·
Coors 420 ·
First Union 400 ·
Greenville 200 ·
Hickory 276 ·
Kobalt Tools 500 (Atlanta Motor Speedway) ·
Los Angeles Times 500 ·
Mountain Dew Southern 500 ·
Northern 300 ·
Pepsi 420 ·
Pepsi Max 400 ·
Pickens 200 ·
Pop Secret Microwave Popcorn 400 ·
Sandlapper 200 ·
Subway 400 ·
Tyson Holly Farms 400 ·
Winston Western 500